# António Lungieki Pedro Bengui
António Lungieki Pedro Bengui (ur. 12 grudnia 1973 w Damba) – angolański duchowny katolicki, biskup pomocniczy Luandy od 2022.

## Życiorys

### Prezbiterat
Święcenia kapłańskie otrzymał 28 października 2001 z rąk Damião António Franklina  i został inkardynowany do archidiecezji luandzkiej. Po święceniach został proboszczem parafii katedralnej. W latach 2004–2009 studiował w Rzymie, a przez kolejne dziesięć lat pełnił funkcję kanclerza kurii. W 2019 mianowany wikariuszem generalnym archidiecezji.

### Episkopat
28 października 2021 papież Franciszek mianował go biskupem pomocniczym archidiecezji luandzkiej ze stolicą tytularną Elephantaria in Proconsulari. Sakry udzielił mu 23 stycznia 2022 arcybiskup Filomeno Vieira Dias.